# Mario Ordiales
Mario Ordiales Domínguez (Ciudad de México, 23 de diciembre de 1963) es un exfutbolista mexicano. Su posición era de mediocampista. Es hermano del también futbolista Jaime Ordiales.
Debutó con el Atlante en la 88-89. Después jugó con el Neza, Santos, Cruz Azul, Necaxa y Toluca.

## Clubes
- 1988-1990:  Atlante
- 1990-1993:  Cruz Azul
- 1993-1994:  Toluca
- 1994-1996:  Santos Laguna
- 1996-1997:  Necaxa
- 1999:  Toluca